# La lega
La lega (od tal. lega: liga, savez), talijanska pučka pjesma prvotno nastala u padskoj nizini, između 1890. i 1914., brzo je ušla u repertoar mondina, radnica na poljima riže. Autor je nepoznat.
Pjesma predstavlja simbol pobune seljaka protiv njihovih gospodara na kraju 19. stoljeća kada su se počele oblikovati lige koje su se poslije stopile u komunističke, socijalističke i anarhističke organizacije.
Bila je insertirana u film Novecento (tal. novecento: dvadeseto stoljeće) Bernarda Bertoluccija kada seljaci, predvođeni Annom, počinju prosvjedovati protiv izgona seljaka jer njihovi bogati zemljoposjednici nisu poštovali njihove ugovore.

## Tekst
| talijanski tekst La lega Sebben che siamo donne paura non abbiamo per amor dei nostri figli sebben che siamo donne paura non abbiamo per amor dei nostri figli socialismo noi vogliamo Aoilìoilìoilà e la lega la crescerà e noialtri socialisti aoilìoilìoilà e la lega la crescerà e noialtri socialisti vogliamo la libertà. E la libertà non viene Perchè non c'è l'unione Crumiri col padrone E la libertà non viene perché non c'è l'unione crumiri col padrone e la libertà non viene perché non c'è l'unione crumiri col padrone son tutti da ammazzar. Aoilìoilìoilà... Sebben che siamo donne paura non abbiamo abbiamo delle belle buone lingue sebben che siamo donne paura non abbiamo abbiamo delle belle buone lingue e ben ci difendiamo. Aoilìoilìoilà... E voialtri signoroni che ci avete tanto orgoglio abbassate la superbia e voialtri signoroni che ci avete tanto orgoglio abbassate la superbia e aprite il portofoglio. Aoilìoilìoilà e la lega la crescerà e noialtri lavoratori Aoilìoilìoilà e la lega la crescerà e noialtri lavoratori i vuruma vèss pagà. Aoilìoilìoilà e la lega la crescerà e noialtri socialisti Aoilìoilìoilà e la lega la crescerà e noialtri socialisti vogliamo la libertà. | hrvatski prijevod Liga Iako smo žene straha nemamo za ljubav svoje djece iako smo žene straha nemamo za ljubav svoje djece socijalizam hoćemo Aoilìoilìoilà i liga će rasti i mi socijalisti aoilìoilìoilà i liga će rasti i mi socijalisti slobodu hoćemo. A sloboda ne dolazi jer nema saveza svrabovi s gospodarom A sloboda ne dolazi jer nema saveza svrabovi s gospodarom A sloboda ne dolazi jer nema saveza svrabovi s gospodarom svi su za ubiti. Aoilìoilìoilà... Iako smo žene straha nemamo imamo krasne dobre jezike iako smo žene straha nemamo imamo krasne dobre jezike i dobro se branimo. Aoilìoilìoilà... I vi gospodinčići ispunjeni tolikim ponosom spustite svoju oholost i vi gospodinčići ispunjeni tolikim ponosom spustite svoju oholost i otvorite lisnicu. Aoilìoilìoilà i liga će rasti i mi radnici Aoilìoilìoilà i liga će rasti i mi radnici svoje plaće hoćemo. Aoilìoilìoilà i liga će rasti i mi socijalisti Aoilìoilìoilà i liga će rasti i mi socijalisti slobodu hoćemo. |  |

(*) Umjesto Per amor de nostri figli socialismo noi vogliamo naširoko se rabi alternativni stih Per amor de nostri figli in lega ci mettiamo. U toj verziji žene se bore za ligu, tj. savez umjesto socijalizma. Ova je verzija navedena na mnogim mjestima.